# Atractoscion
Atractoscion és un gènere de peixos de la família dels esciènids i de l'ordre dels perciformes que es troba a l'Atlàntic oriental, l'Índic occidental i el Pacífic.

## Morfologia
- Cos allargat, fusiforme, comprimit i ovalat en secció transversal.
- Ulls de mida moderada.
- Boca terminal i lleugerament obliqua.
- Mandíbula inferior lleugerament sortint.
- Sense barbons o porus per sota del mentó.
- Preopercle amb el marge llis.
- Aleta dorsal de base llarga.
- Les aletes pectorals i pèlviques són curtes.
- Escates petites (totes elles són aspres llevat de les que es troben al voltant dels ulls, les quals són llises). Les aletes no en tenen, d'escates.[2]

## Taxonomia
- Atractoscion aequidens (Cuvier, 1830)[3]
- Atractoscion nobilis (Ayres, 1860)[4][5][6][7][8][9][10]